# ローランド・JVシリーズ

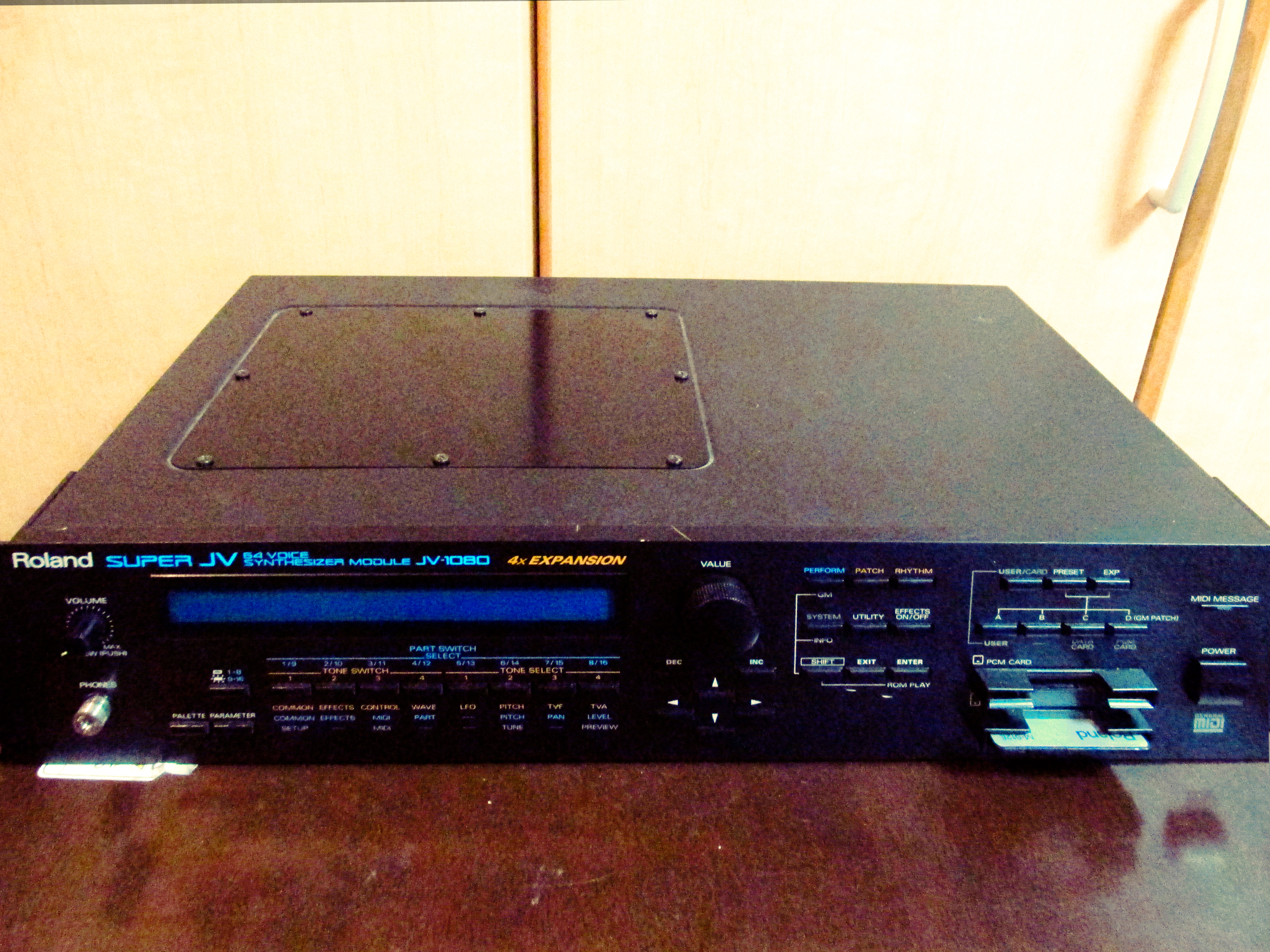
JV-1080

JVシリーズは、ローランドが販売していたシンセサイザーの型番・商品名及びそれらのシリーズ名である。現在では生産完了している。PCMシンセサイザーで、後継はXPシリーズXVシリーズ。1990年代に各社から発売された普及初期のPCMシンセサイザーの中でもプリセットの音色の評価が高く、デジタルPCMシンセサイザーの普及に一石を投じたシリーズ。

## シリーズ一覧
JV-1000
76鍵。内蔵シーケンサーはMC-50MkII相当。同時発音数28、エクスパンションボードVE-GS1またはVE-JV1装着により56。エクスパンションボードVE-GS1装着によりGS対応。ミュージックワークステーションと呼ばれた機種。
JV-90
76鍵。同時発音数56。エクスパンションボードVE-GS1装着によりGS対応。
JV-80
1992年発売。61鍵。同時発音数28。8個のパラメータに対応するデジタルスライダーと、好みのコントロールチェンジにアサイン可能なC1スライダーを搭載しているのが大きな特徴。ディスプレイはバックライト付き2行×40桁。10年以上経過するとキーボード裏のウェイトをとめている接着剤が経年劣化で溶融してべたべたになるという不具合があり、同時期に製造されたD-70, JV-1000, JD-800, XP-80とともにリコールの対象となっている。
JV-50
61鍵。同時発音数28、エクスパンションボードVE-GS1またはVE-JV1装着により56。3.5in2DDフロッピーディスクドライブ装備。GS、SMF対応。ディスプレイはバックライト付き2行×16桁。電源は9VDCのACアダプターを使用する。
JV-35
61鍵。同時発音数28、エクスパンションボードVE-GS1またはVE-JV1装着により56。GS対応。電源は9VDCのACアダプターを使用する。
JV-30
1992年発売。JV-80の姉妹機でアフタータッチなし非セミウェイテッド標準61鍵盤。同時発音数24。SC-55相当のGM、GS対応。エクスパンションボードの搭載はできない。中古での流通量が少ないレアモデルである。
リアルタイム制御可能な4系統のエディットパレットを装備(フィルタ、エンベローブ、ビブラート、コントロールチェンジ)
ディスプレイはバックライト付き2行×16桁。電源は9VDCのACアダプター(Roland ACI-100シリーズ)を使用する。
SC-55(GM規格対応の後期ロット)との音源部の最大の差異はライブ演奏に最適化されたフィルタ操作とキーモードの搭載(FAT, OCTAVE, DUAL, SPLIT。ただしエディットパレットと排他)およびコネクタの変更である。
JV-2080
2Uラックマウント音源。同時発音数64。最大8枚のウェーブエクスパンションボードSR-JV80シリーズ装着により音色追加可能。GM対応。
同時発音数64音とあるが、実際にはそれ以下で発音のモタつきが発生する。
JV-1010
1Uハーフラックサイズ音源。GM対応。1枚のウェーブエクスパンションボードSR-JV80-09 Sessionを標準装備しさらに1枚追加可能。DTMを考慮しコンピューター端子がある。
JV-880
JV-80の1Uラックマウント版。
JV-1080
1994年発売。同時発音数64音。SR-JV80を4枚追加可能。JVシリーズでも人気の高かったモデル。

## エクスパンションボード

### VEシリーズ
JV-1000、JV-90、JV-50、JV-35、A-90にいずれか1枚のみ装着可能。
VE-JV1
JV-1000のプリセットサウンド等から512音色。同時発音数28を増強する。
VE-GS1
GS対応226音色。同時発音数28を増強する。
VE-RD1
ピアノ系128音色、同時発音数64。本品のみ、A-90専用である。（A-90EXには標準装備）

### SR-JVシリーズ
JV-1000、JV-90、JV-80、JV-880、JD-990に1枚使用可能。JV-1010、XV-88に2枚同時使用可能。JV-1080、XP-80、XP-60、XP-50、XV-5080、XV-3080に4枚同時使用可能。XP-30に5枚同時使用可能。JV-2080に8枚同時使用可能。電解コンデンサの経年劣化による発煙事故の恐れがあり、ローランドから使用中止と修理に関する情報が2017年1月27日に公開された。
SR−JV80-01「POP」
ロック、ジャズ、ポップスに多用される224音色を追加する。
SR−JV80-02「Orchestral」
オーケストラに使われる楽器174音色を追加する。XP-30に標準装備される。
SR−JV80-03「Piano」
ピアノ73音色を追加する。
SR−JV80-04「Vintage Synth」
古いシンセサイザーの255音色を追加する。
JD-990用に専用パッチがある。
SR−JV80-05「WORLD」
民族楽器の255音色を追加する。
SR−JV80-06「Dance」
255音色を追加する。
SR−JV80-07「Super Sound Set」
255音色を追加する。
SR−JV80-08「Keyboards Of 60s & 70s」
255音色を追加する。
SR−JV80-09「Session」
206音色を追加する。JV-1010、XP-30に標準装備される。
SR−JV80-10「Bass & Drums」
241音色を追加する。
SR−JV80-11「Techno Collection」
255音色を追加する。XP-30に標準装備される。
SR−JV80-12「HipHop Collection」
255音色を追加する。
SR−JV80-13「Vocal Collection」
82音色を追加する。
SR−JV80-14「World Collection ASIA」
175音色を追加する。
SR−JV80-15「Special FX Collection」
248音色を追加する。
SR−JV80-16「Orchestral II」
153音色を追加する。
SR−JV80-17「Country Collection」
247音色を追加する。
SR−JV80-18「World Collection Latin」
255音色を追加する。
SR−JV80-19「House Collection」
255音色を追加する。

## 主なユーザー
- 松武秀樹(JV-2080，JV-1080)